# Селиська (Березівський повіт)
Селиська (пол. Siedliska) — село на Закерзонні, у гміні Нозджець, Березівського повіту Підкарпатського воєводства, в південно-східній частині Польщі. Населення — 433 особи (2011).

## Розташування
Розташоване приблизно за 5 км на південний схід від адміністративного центру ґміни села Ніздрець, за 17 км на схід від повітового центру Березова і за 36 км на південний схід від воєводського центру Ряшева на правому березі Сяну.

## Історія
Вперше згадується в 1436 р.
Село знаходиться на заході Надсяння, де внаслідок примусового закриття церков у 1593 р. власницею Катариною Ваповською українське населення зазнало початкової латинізації та полонізації. Пізніше церкву було відновлено і в селі була парафія до кінця XVIII ст., коли село було приєднано до парафії в с. Володжа. В 1845 р. осідок парафії було перенесено з Володжі в Селиська. В 1866 р. на місці давньої церкви була збудована нова дерев'яна церква св. Apx. Михаіла.
У 1889 р. село мало 59 будинків і 426 жителів (241 греко-католик і 185 римо-католиків); греко-католицька парафія належала до Бірчанського деканату Перемишльської єпархії. До парафії також входили с. Володж, с. Воля Володжска, с. Поруби, с. Гута, с. Ясенів, с. Дуброва.
Після Першої світової війни до Селиськ приєднано сільце Ґдичина з колишнім фільварком, яке налічувало 10 будинків і 83 мешканці (52 греко-католики і 31 римо-католик). У 1927 р. перенесено дерев'яний костел з Дильонгової і встановлено поруч із колишнім фільварковим двором.
На 1936 р. в селі було 660 жителів, з них 358 українців-греко-католиків. Село мало греко-католицьку парафію, до якої також входили Гута-Поруби і Дуброва, парафія належала до Динівського деканату Апостольської адміністрації Лемківщини. Також була читальня «Просвіти» у власному будинку, який зберігся до нинішніх часів. Метричні книги велися від 1783 р. Село належало до Березівського повіту Львівського воєводства.
На 01.01.1939 у селі було 660 жителів, з них 325 українців, 330 поляків і 5 євреїв.
13 вересня 1939 року німці увійшли в село, однак уже 26 вересня 1939 року мусіли відступити, оскільки за пактом Ріббентропа-Молотова правобережжя Сяну належало до радянської зони впливу. 27.11.1939 постановою Верховної Ради УРСР село в ході утворення Дрогобицької області включене до Добромильського повіту. Село ввійшло до складу утвореного 17.01.1940 Бірчанського району (районний центр — Бірча). Наприкінці червня 1941, з початком Радянсько-німецької війни, територія знову була окупована німцями. В липні 1944 року радянські війська знову оволоділи цією територією. В березні 1945 року село віддане Польщі.
25 травня 1945 р. в Селиськах була підписана угода між АК і УПА про примирення та визнання СРСР спільним ворогом.
Після виселення українців церква в 1949 р. була перетворена на костел.
У 1975—1998 роках село належало до Кросненського воєводства.

## Демографія
Демографічна структура станом на 31 березня 2011 року:
|          | Загалом | Допрацездатний вік | Працездатний вік | Постпрацездатний вік |
| -------- | ------- | ------------------ | ---------------- | -------------------- |
| Чоловіки | 220     | 43                 | 150              | 27                   |
| Жінки    | 213     | 40                 | 123              | 50                   |
| Разом    | 433     | 83                 | 273              | 77                   |

## Пам'ятки
- Колишня церква.
- 5 дзотів «лінії Молотова».